# Mořský led

Hypotetický dynamický scénář mořského ledu ukazuje některé z nejčastějších vlastností mořského ledu.

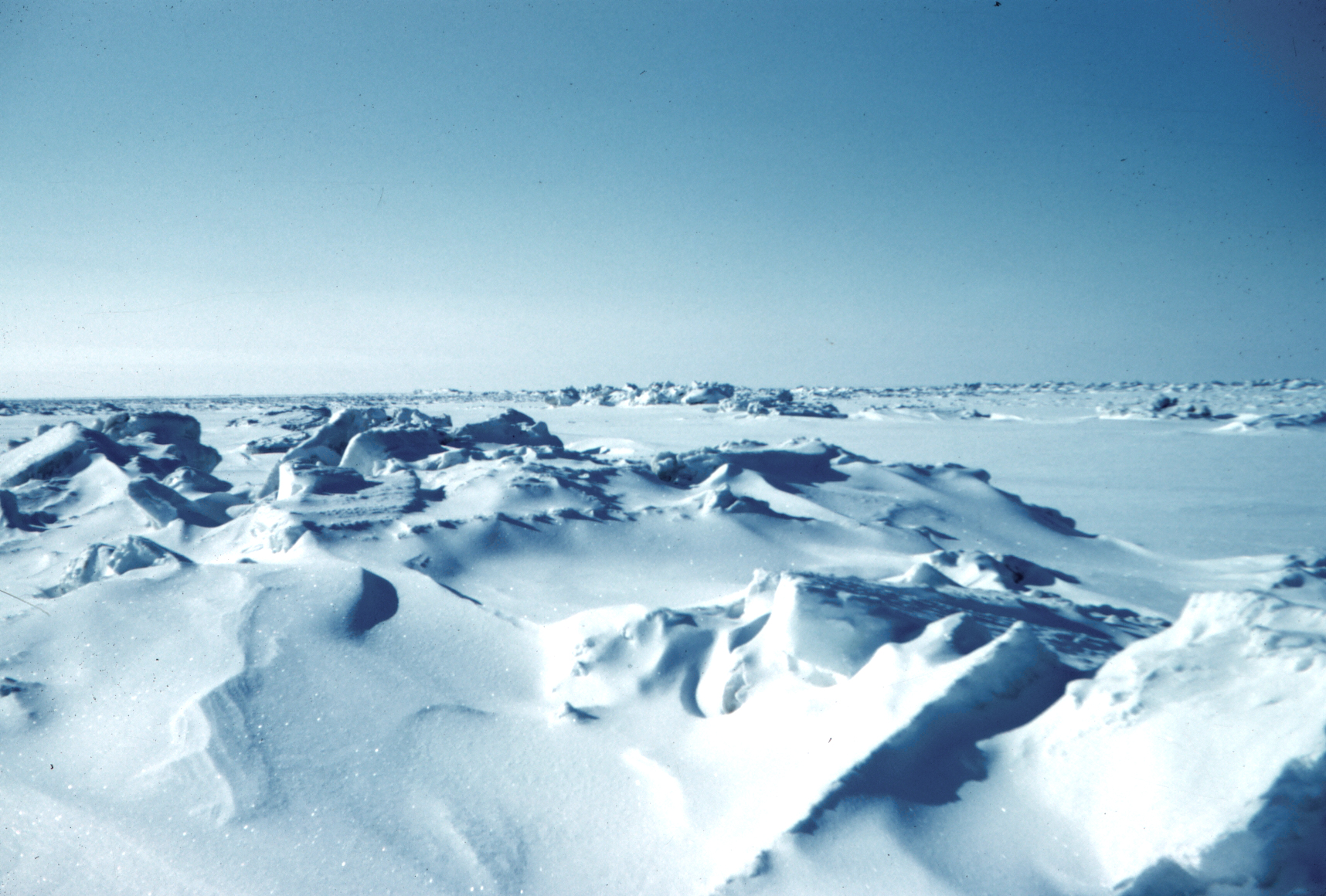
Topografie mořského ledu – příklad z Beaufortova moře u severního pobřeží Aljašky.

Mořský led je zmrzlá mořská voda. Vzhledem k tomu, led má menší hustotu než voda, plave na hladině oceánu (stejně jako zmrzlá sladká voda, která má ještě nižší hustotu). Mořský led pokrývá asi 7 % zemského povrchu a asi 12 % světových oceánů. Může být souvislý, takže se po něm dá chodit a jezdit, může jít i o drobné počáteční nebo naopak zbytkové kousky, pohybující se na hladině.

## Oblasti výskytu

mořský artický led

Na severu se nalézá v Severním ledovém oceánu, v oblastech těsně pod ním a v jiných studených oceánech, mořích a zálivech. Na jihu se vyskytuje v různých oblastech navazujících na Antarktidu a v okolním Jižním oceánu. Ledové kry, z nichž se skládá převážná část objemu mořského ledu, absolvují výrazné roční cykly ve změně rozlohy (viz změna klimatu v Arktidě). Jde o přirozený proces, na kterém závisí ekologie Arktidy, včetně mořských ekosystémů. Vzhledem k působení větrů, proudům a teplotním výkyvům je mořský led velmi dynamický, což vede k široké škále typů ledu a jeho vlastností. Plochý mořský led, vzniklý mrznutím vody přes zimu, dosahuje tloušťky jen kolem jednoho metru. Tam, kde se poté kry navrší na sebe, nebo se při srážce dvou ker jejich okraje vztyčí do výšky, může tloušťka mořského ledu v takových oblastech a liniích dosahovat až deseti metrů.
Z ploch mořského ledu mohou vyčnívat i mnohem tlustší icebergy, bloky ledu odlomeného z ledovců či z šelfových ledovců, tedy vzniklé stlačením sněhu pod tíhou nadložních vrstev. K mořskému ledu může nicméně sníh, který na něj napadá, též přispívat.

## Obecné vlastnosti a dynamika
Mořský led nejen roste a taje. Během svého života je velmi dynamický. Vzhledem ke kombinovanému působení větru, proudů a kolísání teploty vzduchu podstupují pláně mořského ledu obvykle značné deformace. Mořský led je klasifikován podle toho, zda je či není schopen cestovat a v závislosti na svém věku.

## Monitorování a měření

Sezónní variace objemu arktického ledu.

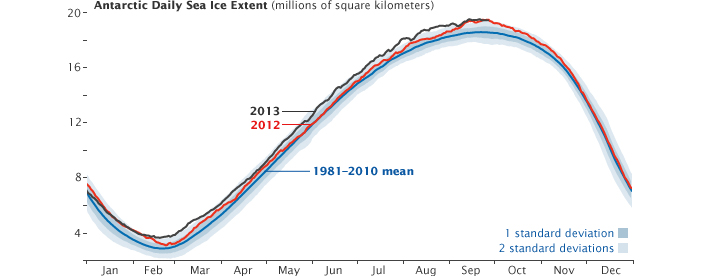
Sezónní variace plochy antarktického ledu.

Změny podmínek mořského ledu se nejlépe dokládají mírou tání v průběhu času. Složený záznam v Arktidě ukazuje, že ústup ker začal kolem roku 1900 a že dochází k rychlejšímu tání během posledních 50 let.[zdroj?] Satelitní měření mořského ledu začalo v roce 1979 a stalo se mnohem spolehlivějším měřítkem tání ledu a změn klimatu v polárních oblastech. Ve srovnání s dlouhodobými záznamy byla rozloha arktického mořského ledu v polární oblasti v září 2007 jen polovinu hmotnosti, která byla odhadnuta pro období 1950 až 1970.
Plocha arktického ledu dosáhla historického minima v září 2012, kdy led pokrýval pouze 24 % Severního ledového oceánu, což překonalo předchozí minimum 29 % v roce 2007. Předpovědi z roku 2012 tvrdily, že letní mořský led by mohl úplně zmizet už v roce 2020. Roku 2023 předpovědi říkají, že by mohl zmizet ve 30. letech.
Zatímco zářijová hodnota pokrytí ledem v Arktidě ubývá přibližně o 13 % za desetiletí, celoroční průměrná hodnota pokrytí ledem přibližně jen o 3 % za 10 let. Antarktický mořský led o srovnatelné ploše naopak mírně přibývá přibližně o 1 % za 10 let. Srovnání trendů u obou pólů viz .
Objem arktického mořského ledu klesá průměrně přibližně o 3000 km3 (tj. přibližně o 15 %) za desetiletí.  Ovšem sezónní variace mohou takovouto změnu ledu vyvolat i za méně než měsíc.

## Vztah ke globálnímu oteplování a klimatické změně

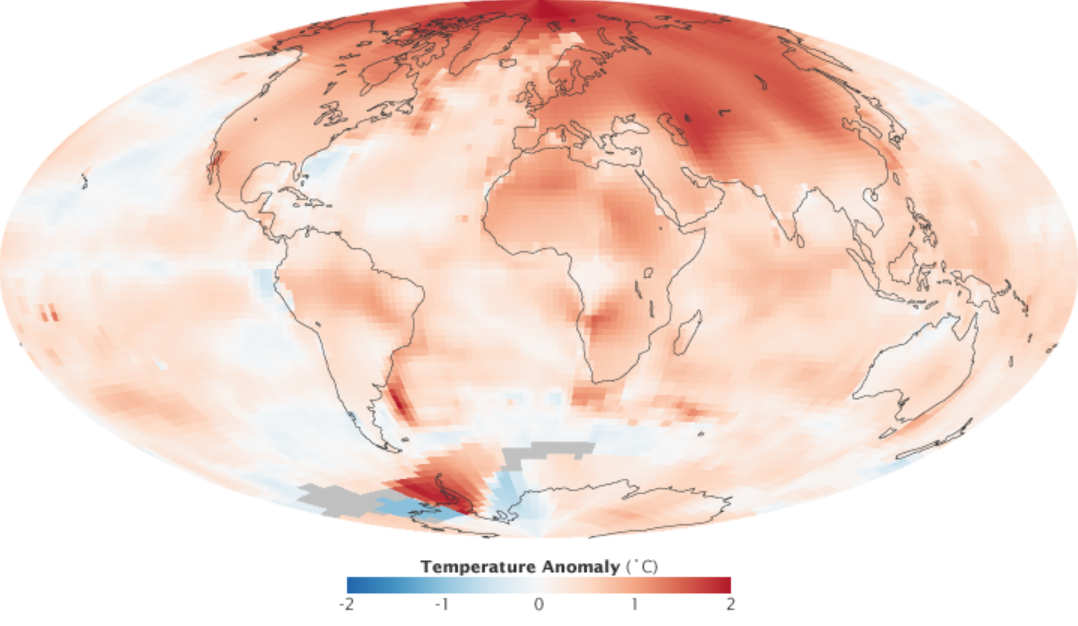
Vývoj teploty na zemi dle NASA GISS, ukazující polární zesílení.

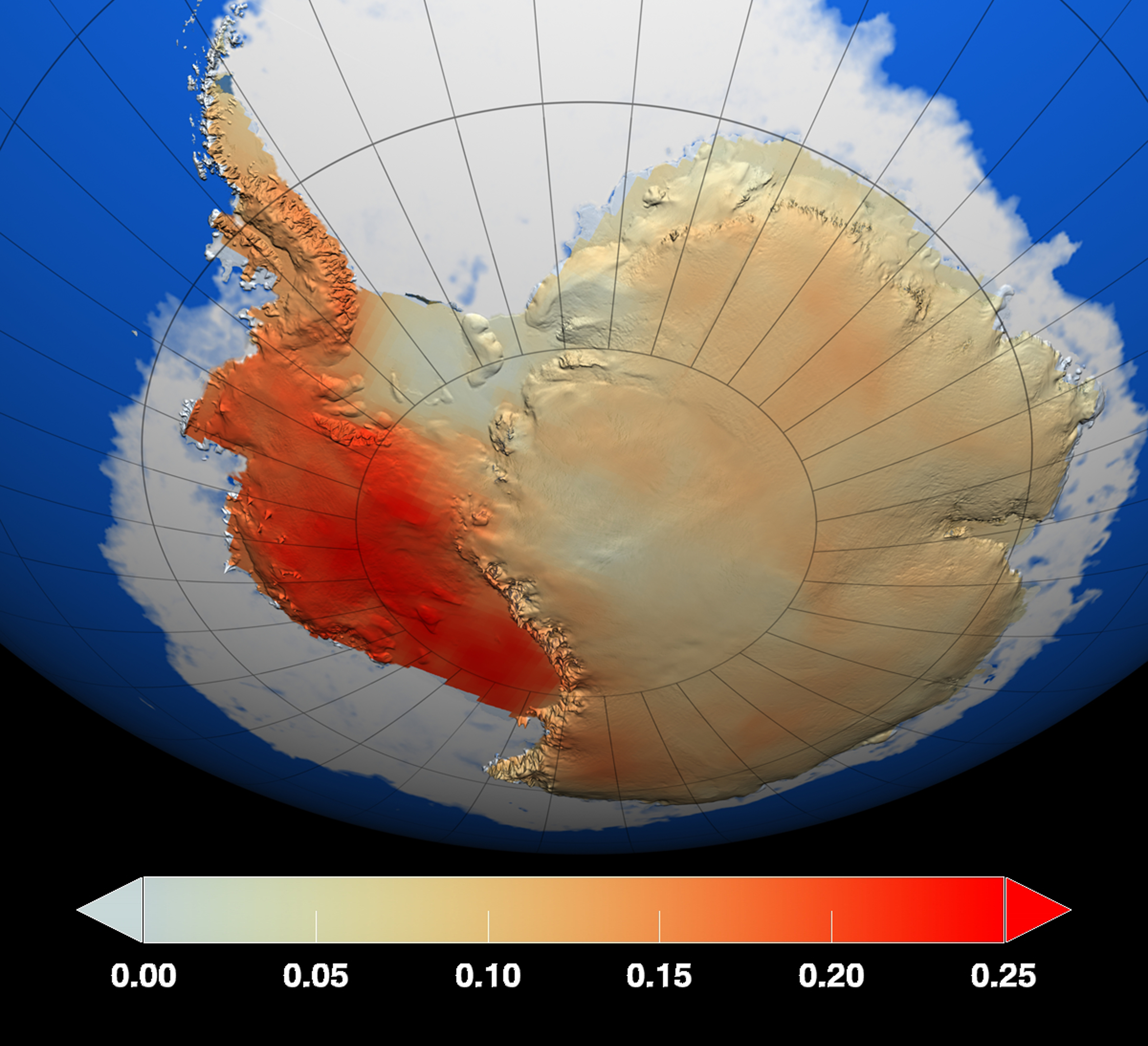
Trend povrchové teploty (°C na dekádu) na Antarktidě za období 1957-2007 převažuje pro Západní Antarktidu, kde je i více mořského ledu.

Mořský led slouží jako ekosystém pro různé polární druhy živočichů, zejména lední medvědy, jejichž prostředí je ohroženo tím, že led taje stále více vlivem rostoucí teploty Země. Mořský led sám je přitom složkou, která pomáhá udržet polární klima studené, protože led se vyskytuje na dostatečně rozsáhlé ploše, aby snížil únik tepla z moře a odrážel sluneční záření. Vztah mořského ledu s globálním oteplováním přestavuje zesilující negativní zpětnou vazbu. Úbytek světlého ledu vlivem oteplení se výrazně podílí na oteplování Arktidy, které je alespoň dvakrát rychlejší než globální průměr. Led pomáhal udržovat chladné podnebí, ale jak globální teplota roste, led taje a je méně účinný v udržování podnebí chladného. Světlý, zasněžený povrch ledu slouží také k udržování chladnější polární teploty tím, že odráží většinu slunečního světla, které se vrací zpět do vesmíru. Když sníh roztaje a v ledu se utvoří vodní tůně, albedo ledu velmi klesne. A jak se zmenšuje rozloha ledu, tak se zmenšuje velikost odrazné plochy, což způsobuje, že Země absorbuje stále více slunečního tepla. Ačkoliv velikost ledových ker je ovlivněna především ročním obdobím, i malá změna globální teploty může výrazně ovlivnit množství mořského ledu. Výsledkem je, že polární oblasti jsou na Zemi místy, kde se současná změna klimatu projevuje zvláště výrazně.
Kromě toho mořský led ovlivňuje pohyb oceánských vod. V procesu mrznutí je hodně soli vytlačeno pryč z formací zmrzlých krystalů, i když část soli zůstává v ledu zamrzlá. Sůl vytlačená vytváří pod mořským ledem vyšší koncentraci soli ve vodě v oblasti ledových ker. Tato koncentrace soli přispívá k hustotě slané vody, a tato chlanější, hustší voda se propadá ke dnu oceánu. Tato studená voda se pak pohybuje po dně oceánu směrem k rovníku, zatímco teplejší voda na povrchu oceánu se pohybuje směrem k pólům. To se označuje jako termohalinní pásový výměník a jde o pravidelně se vyskytující proces.
Úbytek mořského ledu v Arktidě má rozsáhlé dopady na klima od severního pólu až po rovník, zejména na vpády arktického vzduchu do našich zeměpisných šířek.
Tání ale zvyšuje srážky, takže systém je složitější. Mořský led je zajímavý i v dalších ohledech, např. bakterie v antarktickém ledu mohou převádět rtuť do zvláště jedovaté sloučeniny, neurotoxinu v mořích.

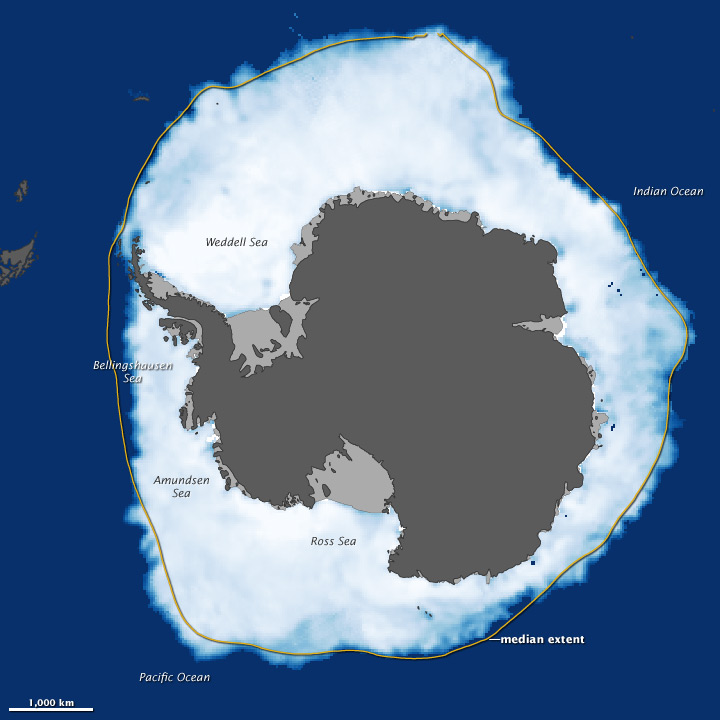
Antarktický mořský led v roce 2012.
Změna v rozsahu ledu v Severním ledovém oceánu mezi březnem a zářím.
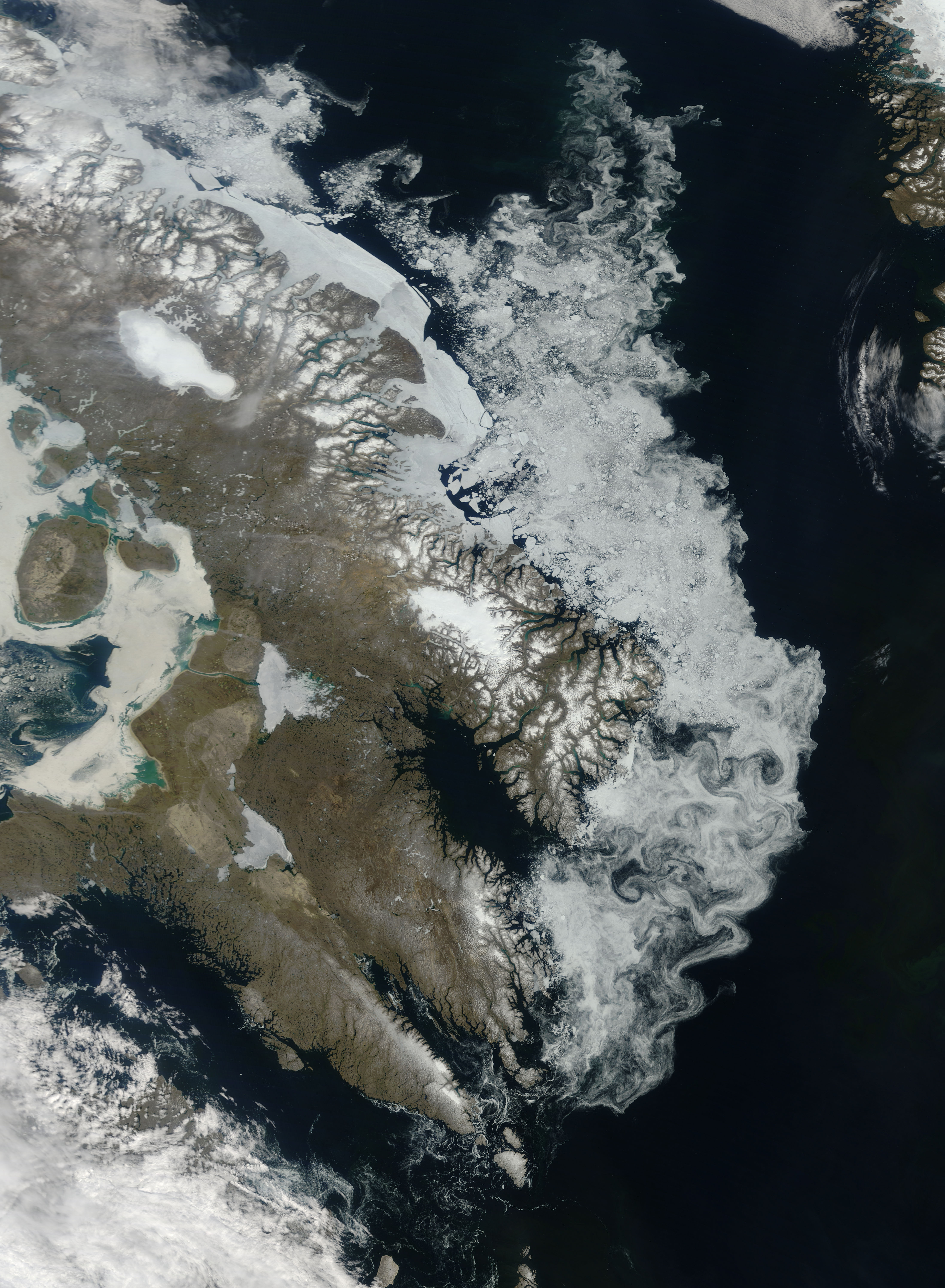
Mořský led okolo Baffinova ostrova.
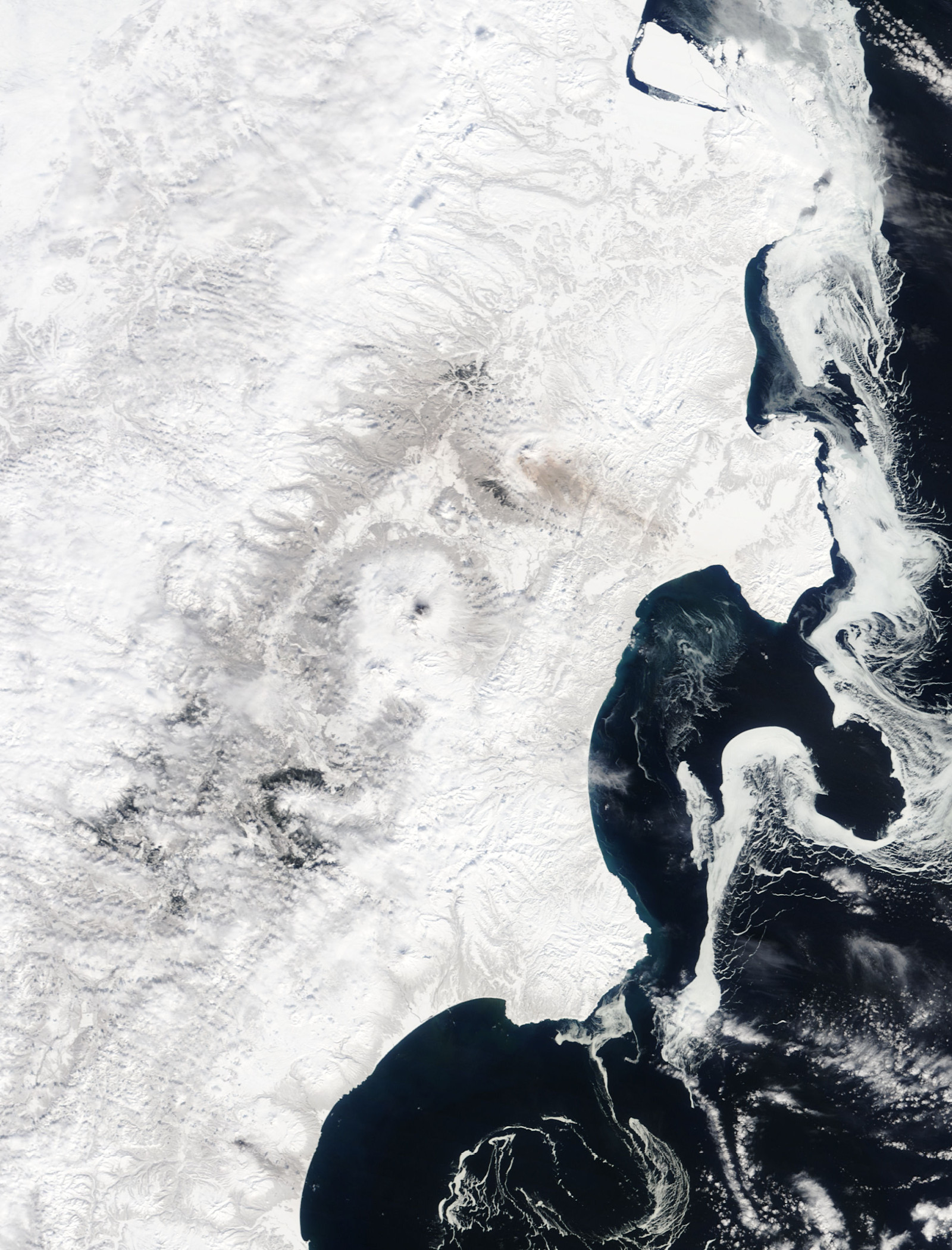
Mořský led kopíruje pobřeží podél poloostrova Kamčatka.
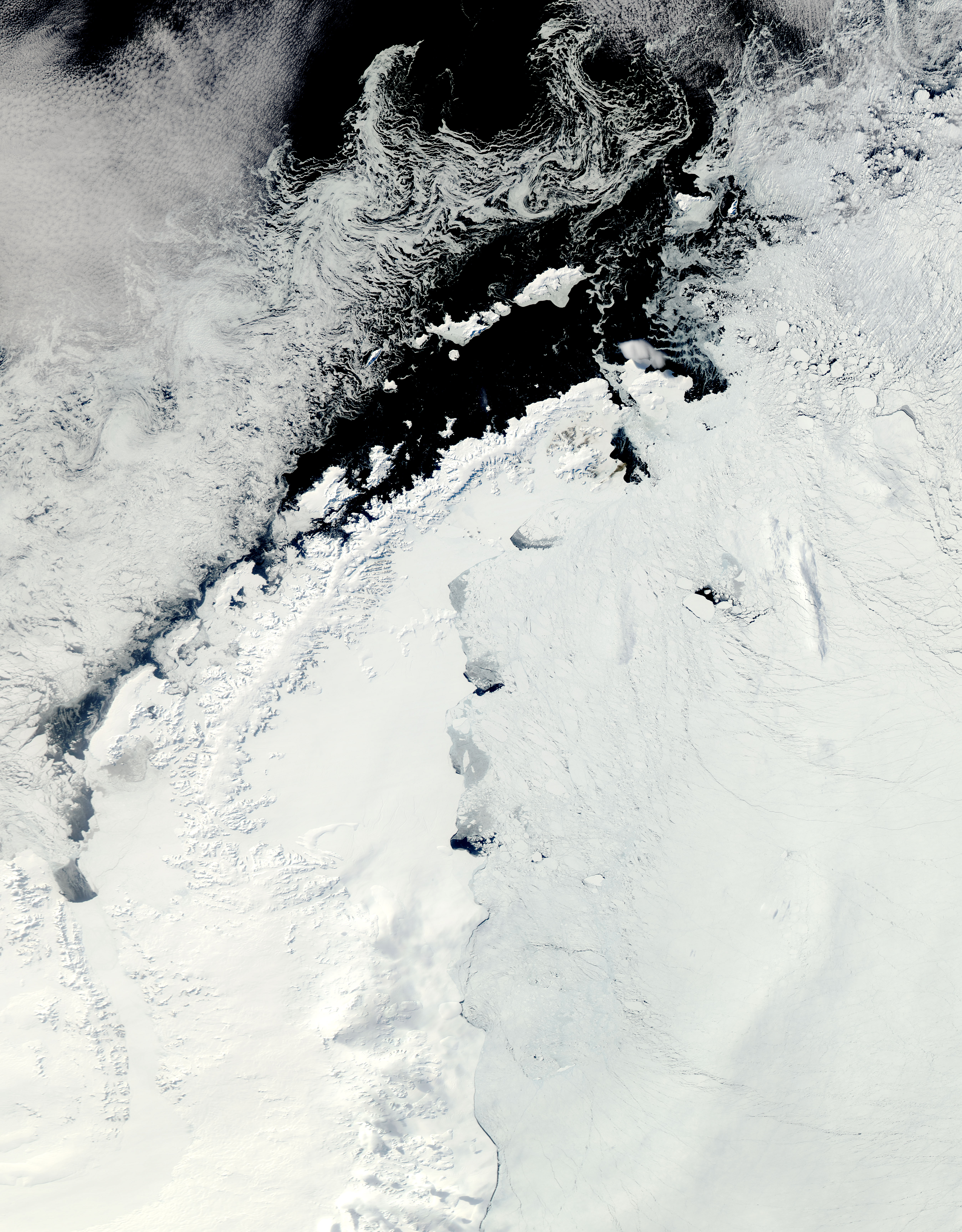
Výhled na Antarktický poloostrova, na Larsenův ledový šelf a mořský ledem pokryté vody po celé oblasti.

### Slovníky o mořském ledu
- (anglicky)  Cryosphere Glossary [online]. National Snow and Ice Data Center, University of Colorado, Boulder. Dostupné online.
- (anglicky)  Ice Glossary [online]. Environment Canada. Dostupné online.
- (anglicky)  WMO Sea-Ice Nomenclature [online]. World Meteorological Organization. Dostupné online. WMO/OMM/ВМО — No.259 • Edition 1970–2004.